# رالف گونسالوس
رالف گونسالوس (انگلیسی: Ralph Gonsalves؛ زادهٔ ۸ اوت ۱۹۴۶) یک سیاست‌مدار اهل سنت وینسنت و گرنادین‌ها است